# Verwirrung des Herzens
Verwirrung des Herzens (italienischer Originaltitel: Dove comincia il sole) ist eine 11-teilige italienische Fernsehserie, die 1997 von Mediaset in Koproduktion mit dem ZDF entstanden ist. Die erste Staffel umfasst sechs, die zweite fünf Folgen. Die Hauptrollen sind mit Anja Kruse, Christian Kohlund, Barbara De Rossi und Jean Sorel besetzt. Regie führte Rodolfo Roberti.

## Inhalt
Die Serie handelt von zwei befreundeten Paaren mit jeweils zwei Kindern. Der Mann des einen Paares verliebt sich in die andere Frau, die ebenfalls Gefühle für ihn hegt, aber die Ehen nicht gefährden will. Beide Familien stehen zusammen etliche schwierige Begebenheiten durch.

## Veröffentlichung
Zur Fernsehserie wurden drei Bücher veröffentlicht. Beide Staffeln der Dramaserie sind in Deutschland seit dem 13. September 2013 auf DVD erhältlich.